# Heavyweight Champ
Heavyweight Champ (ヘビーウェイトチャンプ, Hebīweito Chanpu) é um jogo eletrônico de boxe desenvolvido e publicado pela Sega. A versão original de arcade foi lançada em 1976. O jogo apresenta gráficos em preto e branco e os analistas o identificaram como o primeiro jogo eletrônico a apresentar luta corpo a corpo. Foi um sucesso comercial no Japão, onde foi o terceiro jogo de arcade de maior arrecadação de 1976. No entanto, atualmente é considerado um jogo raro.
A Sega lançou um remake para arcades em 1987, mudando a perspectiva lateral do jogo original para um ponto de vista em terceira pessoa por trás do boxeador. Ambos os jogos apresentam controles exclusivos que simulam socos reais. O remake de 1987 também foi bem sucedido, tornando-se o quinto jogo de arcade dedicado de maior arrecadação do Japão de 1988 e recebendo avaliações positivas dos críticos.